# M60 간선도로
M60 간선도로(러시아어: Федеральная автомобильная дорога M60)는 시베리아 횡단 도로의 일부로, 하바롭스크에서 우수리강을 따라 남쪽의 블라디보스토크까지 이어져 있다. 총 길이가 760km이며, M60 우수리 간선도로라고도 불린다.

## 주요 경유지
주요 경로 및 거리는 다음과 같다.
| 주요 경로 및 거리 |                |           |
| \| 소재지 \| 소재지 \| 거리 (km) \| \| ------------------- \| -------------- \| --------- \| \| 하바롭스크 변경주 \| 하바롭스크 \| 0 \| \| 하바롭스크 변경주 \| 코르폽스키 \| 27 \| \| 하바롭스크 변경주 \| 페레야슬랍카 \| 59 \| \| 하바롭스크 변경주 \| 호르 \| 69 \| \| 하바롭스크 변경주 \| 뱌젬스키 \| 120 \| \| 하바롭스크 변경주 \| 비킨 \| 220 \| \| 프리모르스키 변경주 \| 루체고르스크 \| 270 \| \| 프리모르스키 변경주 \| 달네레첸스크 \| 350 \| \| 프리모르스키 변경주 \| 레스노예 \| 406 \| \| 프리모르스키 변경주 \| 고르니예클류치 \| 432 \| \| 프리모르스키 변경주 \| 키롭스키 \| 450 \| \| 프리모르스키 변경주 \| 스파스크달니 \| 525 \| \| 프리모르스키 변경주 \| 미하일롭카 \| 644 \| \| 프리모르스키 변경주 \| 우수리스크 \| 662 \| \| 프리모르스키 변경주 \| 라즈돌노예 \| 702 \| \| 프리모르스키 변경주 \| 우글로보예 \| 738 \| \| 프리모르스키 변경주 \| 블라디보스토크 \| 760 \| |                |           |
| 소재지 | 소재지         | 거리 (km) |
| 하바롭스크 변경주 | 하바롭스크     | 0         |
| 하바롭스크 변경주 | 코르폽스키     | 27        |
| 하바롭스크 변경주 | 페레야슬랍카   | 59        |
| 하바롭스크 변경주 | 호르           | 69        |
| 하바롭스크 변경주 | 뱌젬스키       | 120       |
| 하바롭스크 변경주 | 비킨           | 220       |
| 프리모르스키 변경주 | 루체고르스크   | 270       |
| 프리모르스키 변경주 | 달네레첸스크   | 350       |
| 프리모르스키 변경주 | 레스노예       | 406       |
| 프리모르스키 변경주 | 고르니예클류치 | 432       |
| 프리모르스키 변경주 | 키롭스키       | 450       |
| 프리모르스키 변경주 | 스파스크달니   | 525       |
| 프리모르스키 변경주 | 미하일롭카     | 644       |
| 프리모르스키 변경주 | 우수리스크     | 662       |
| 프리모르스키 변경주 | 라즈돌노예     | 702       |
| 프리모르스키 변경주 | 우글로보예     | 738       |
| 프리모르스키 변경주 | 블라디보스토크 | 760       |